# Gonu (cycloon)

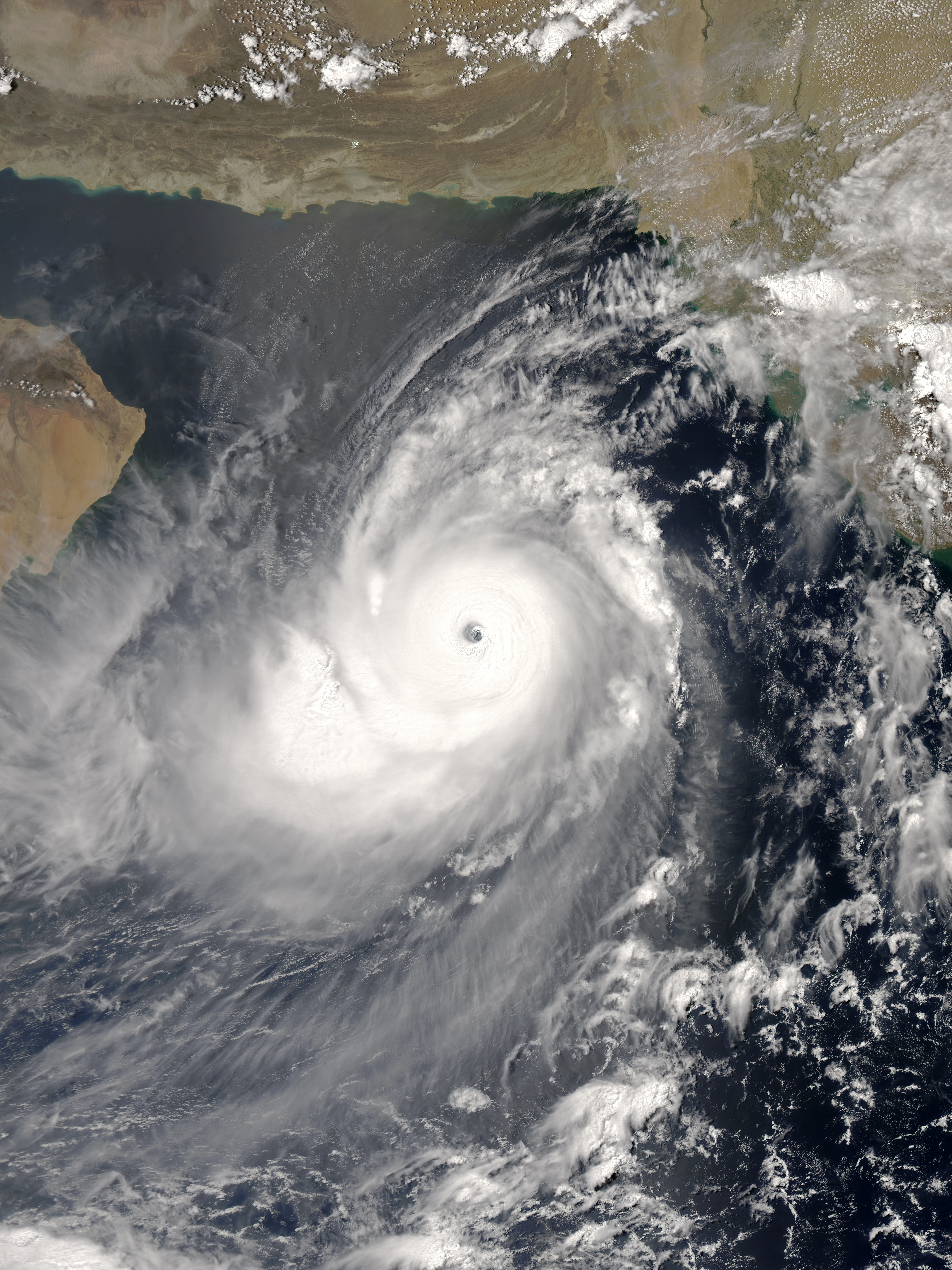
Supercyclonische storm Gonu op 4 juni boven de Arabische Zee.

De supercyclonische storm Gonu, ook bekend onder Cycloon Gonu of Cycloon 02-A (laatste designatie is van het Joint Typhoon Warning Center) is de tweede gedoopte tropische cycloon van het tropischecycloonseizoen van de noordelijke Indische Oceaan 2007.
Het is de zwaarste tropische cycloon die ooit in de Arabische Zee is waargenomen en samen met een andere tropische cycloon de zwaarste die ooit in het hele bassin van de noordelijke Indische Oceaan is waargenomen. Gonu bereikte op 3 juni zijn hoogtepunt met windsnelheden van 241 km/uur (10 minuten), tot 259 km/uur (1 minuut) en met windstoten tot 315 km/uur, bij een minimale druk van 920 hPa. Het is ongekend dat tropische cyclonen van zulke hoedanigheid zich in dat gebied ontwikkelen. Gonu nam daarna iets in kracht af, toen hij het Arabisch Schiereiland naderde, waarna drogere, stabielere woestijnlucht in de circulatie van de tropische cycloon terechtkwam. landde op 5 juni in het noordoosten van Oman. Tot nog toe eiste Gonu in ieder geval 35 mensenlevens.

## Cyclogenese en beloop
Op 27 mei ontstond er een breed gebied met convectie boven het zuidoosten van de Arabische Zee. Hieruit ontstond op 31 mei een georganiseerde, tropische storing op 645 km ten zuiden van de Indiase stad Mumbai. Deze storing bezat in de middelste en hogere lagen van de atmosfeer een gesloten circulatie, die zich niet doorzette tot aan de grond. Aan het aardoppervlak werd een gesloten circulatie zelfs tegengewerkt door een lagedrukgebied aan de oostflank van het systeem, dat divergerende winden veroorzaakte. De stroming op grote hoogte bleef echter gunstig, zodat de convectie toenam en de gesloten circulatie zich de volgende dag ook tot op het aardoppervlak voortzette. Op 1 juni promoveerde het Indiaas Meteorologisch Instituut het systeem tot tropische depressie, wat in dit geval wil zeggen, dat het om een tropische cycloon gaat, gepaard met windkracht 6 of minder. De tropische depressie volgde een westelijke koers over de Arabische Zee aan de zuidwestvlak van een hogedrukgebied boven het zuiden van India.
De tropische cycloon nam in kracht toe en werd op 2 juni ook door het Joint Typhoon Warning Center erkend als Cycloon 02-A. Aanvankelijk werd verwacht dat drogere, stabielere woestijnlucht ten noordwesten van de tropische cycloon zijn ontwikkeling in toom zou houden, maar in plaats daarvan nam hij in kracht toe en het Indiaas Meteorologisch Instituut (IMI) promoveerde de tropische depressie tot een diepe depressie (windkracht 7). Enkele uren later promoveerde het IMI de tropische diepe depressie tot cyclonische storm Gonu (het equivalent van een tropische storm met windkracht 8 à 9). De naam Gonu is door de Malediven voorgedragen en is de Divehi naam van een mand of tas gevlochten uit palmbladeren. Gonu werd door een lagedrukgebied boven Pakistan naar het noordoosten getrokken, maar hervatte zijn westelijke koers opnieuw, toen er een rug van hoge druk zich aan zijn noordflank opbouwde. De convectie bleef zich opbouwen en in de eerste uren van 3 juni promoveerde het IMI Gonu tot zware cyclonische storm (windkracht 10 à 11). 
Toen Gonu onder de rug van hoge druk schoof, zodat zijn uitstoot op grote hoogte werd geoptimaliseerd door de divergentie van de rug van hoge druk, zorgde dit in samenwerking met de goed georganiseerde convectie en het zeer warme zeewater voor een snelle toename in kracht van de tropische cycloon.
Gonu ontwikkelde een goed georganiseerd, onbewolkt oog en zijn luchtdruk zakte snel weg. Later op 3 juni promoveerde Gonu tot zeer zware cyclonische storm (equivalent van een orkaan van de eerste, tweede of derde categorie) en was daarmee de zwaarste tropische cycloon die ooit in de Arabische Zee was waargenomen. Op 4 juni promoveerde Gonu tot supercyclonische storm (orkaan, categorie 4 en 5) en bereikte zijn hoogtepunt, gepaard gaande met windsnelheden van 241 km/uur (10 minuten), tot 259 km/uur (1 minuut) en met windstoten tot 315 km/uur, bij een minimale druk van 920 hPa. Daarmee was Gonu ook de zwaarste tropische cycloon die ooit in het hele bassin van de noordelijke Indische Oceaan was waargenomen. Negen uur lang hield Gonu deze intensiteit vast, voordat hij op 5 juni degradeerde tot zeer zware cyclonische storm. Daarna ging het snel bergafwaarts; door de drogere luchtmassa's, het koelere zeewater en de interactie van zijn circulatie met het Arabisch Schiereiland, waarmee Gonu steeds meer mee te kampen kreeg, verloor Gonu aan organisatie, waardoor het oog er gehavend begon uit te zien en hij in kracht afnam.

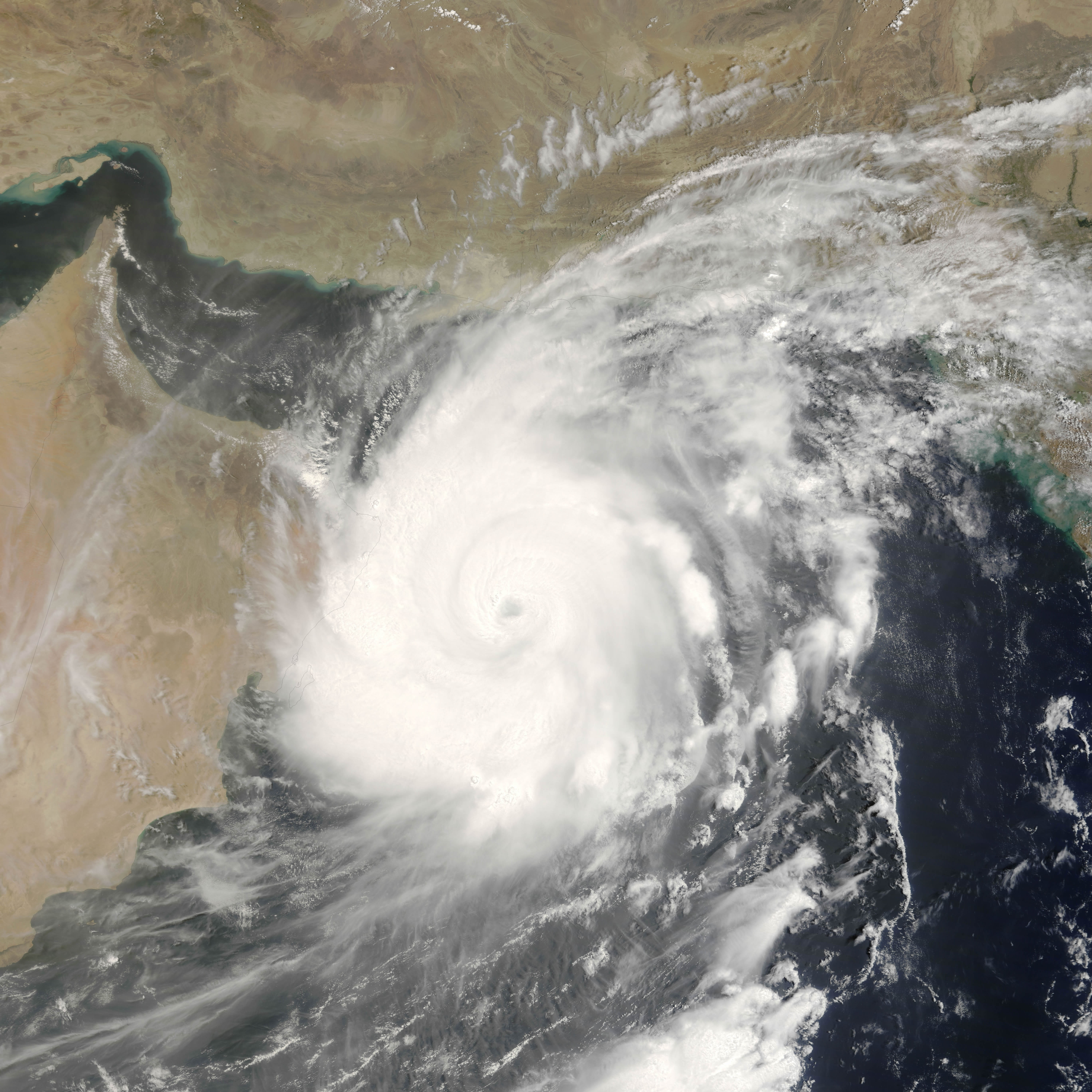
Zeer zware cyclonische storm Gonu op 5 juni voor de Omaanse kust.

Gonu landde op 5 juni met windsnelheden tot 92 km/uur (over 10 minuten) op de uiterste noordoostkust van Oman. Het was daarmee de sterkste tropische cycloon die op het Arabisch Schiereiland landde in de geschiedenis. Gonu koerste daarna noordwaarts over de Golf van Oman en nam daar iets in organisatie en kracht toe. Gonu was de eerste tropische cycloon in de geschiedenis in de Golf van Oman. Op 6 juni draaide Gonu meer en meer naar het noordnoordwesten, richting een trog van lage druk, die was ontstaan door een verzwakking van het hogedrukgebied op grote hoogte, waarvan Gonu tot dan toe had geprofiteerd.
Hoewel Gonu aanvankelijk nog een goed gedefinieerde gesloten circulatie bezat – weliswaar met een gehavend oog –, verzwakte Gonu verder door de interactie van zijn circulatie met land, de drogere woestijnlucht en het toenemend gebrek aan warm zeewater. Aan de Arabische kant had de drogere stabiele lucht de convectie van de cycloon al opgelost. Het IMI degradeerde Gonu tot zware cyclonische storm op 6 juni (het JTWC had Gonu enkele uren eerder Gonu al tot tropische storm gedegradeerd) en tot cyclonische storm op 7 juni. Daarna landde Gonu op de kust van Makran in Iran. Zes uur later staakte het IMI het volgen van de storm.

## Gevolgen

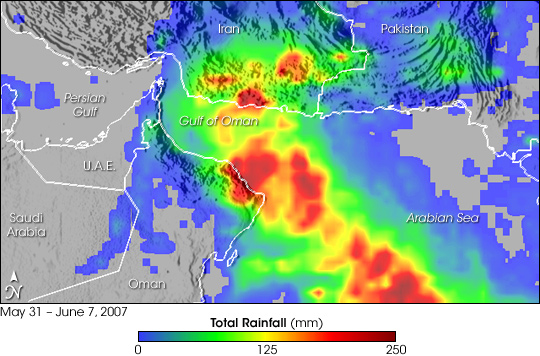
De cumulatieve neerslagcijfers voor het gebied rond de Arabische Zee en de Golf van Oman tussen 31 mei en 7 juni. In het rode gebied viel in die periode meer dan 200 mm regen.

De cycloon blokkeerde het begin van de moesson in West-Ghats, India, die daardoor werd uitgesteld.
Zeven uren voordat Gonu in Oman landde begon hij Oman met zware regenval en stormwinden te teisteren. Bovendien waren vele wegen aan de kust al door de stormvloed overstroomd.